# Обикновен орлов скат
Myliobatis aquila е вид хрущялна риба от семейство Орлови скатове (Myliobatidae). Възникнал е преди около 2,59 млн. години по времето на периода неоген.

## Разпространение и местообитание
Този вид е разпространен в Албания, Алжир, Ангола, Бенин, Великобритания, Габон, Гамбия, Гана, Гвинея, Гвинея-Бисау, Гърция, Демократична република Конго, Египет, Екваториална Гвинея, Западна Сахара, Израел, Йордания, Ирландия, Испания, Италия, Кабо Верде, Камерун, Кения, Кипър, Кот д'Ивоар, Либерия, Либия, Мавритания, Мадагаскар, Мароко, Намибия, Нигерия, Сенегал, Сиера Леоне, Сирия, Словения, Того, Тунис, Турция, Франция, Хърватия, Черна гора и Южна Африка.
Обитава крайбрежията и пясъчните дъна на океани, морета, заливи и лагуни. Среща се на дълбочина от 1 до 300 m, при температура на водата от 11,8 до 24,8 °C и соленост 35 – 38,6 ‰.

## Описание
Теглото им достига до 14,5 kg.